# Gymnophryxe nudigena
Gymnophryxe nudigena là một loài ruồi trong họ Tachinidae.